# 賣花姑娘 (歌劇)
卖花姑娘（朝鲜语：／ Kkot P'anŭn Ch'ŏnyŏ）是朝鲜民主主义人民共和国的经典歌剧剧目之一，根据歌剧所拍的同名电影《卖花姑娘》也很著名。本剧讲述了一个日本统治朝鲜半岛时期的故事。

## 创作与首演
根据金日成本人的回忆录《与世纪同行》（写于1992年）介绍，本剧于20世纪30年代由他在吉林监狱里开始构思，1930年11月7日俄国十月革命13周年之际，他将本剧搬上中国西满辽河地区五家子村的三星学校礼堂，故该剧的首演地在中国。
金日成在回忆录《与世纪同行》第一部《抗日革命》第二卷第四章《在探索新的前进道路的日子里》六《变“理想村”为革命村》中写道：

有一个时期，我国的独立运动者们抱着要建设一个“理想村”的构想，为实现这个构想从各方面作过努力……当时在吉林文光中学念书的朝鲜学生当中，有几个来自孤榆树和五家子的青年，他们常夸五家子是个好地方。因此，我就开始注意五家子，并决心把这个村改造成革命村。
1930年10月，我从东满来到五家子……当时，我们通过学生，给村里的人教唱了很多革命的歌曲。《赤旗歌》、《革命歌》等革命歌曲，只要到学校去教唱一次，当天就传遍全村。
五家子村有个由我们组织起来的演艺队。在桂永春的领导下，这个演艺队以三星学校为据点，积极开展了活动。
我也着手完成《卖花姑娘》的剧本。这个剧本，我在吉林市就已开始写，并已试演过几次。剧本一完成，桂永春就带领三星学校的戏剧小组成员开始排练。
在十月革命13周年纪念日那天，我们在三星学校礼堂演出了这出歌剧。这出歌剧解放后长期被埋没，到了70年代初，才在党中央组织书记的指导下，由我们的作家、艺术工作者改编成电影、歌剧和小说公诸于世。组织书记为此付出了很大的力量。

## 改编
根据朝鲜民主主义人民共和国的官方报道，1968年4月，金正日提出要把《血海》改编为同名电影，并进行了120多次指导，最终完成了电影的制作。此后在他的指导下，《一个自卫团员的遭遇》也被改编为同名电影，仅用了40天就出色地完成了该工作。他还积极指导把《卖花姑娘》改编为同名电影，并使该片成为杰作，在第18届国际电影节上荣获特别奖和特等奖章（A special prize and a top grade medal at the 18th World Film Festival）。
1972年11月30日，歌剧《卖花姑娘》在平壤首演获得巨大成功。本剧的电影版于1972年4月推出。

## 世界巡演
截至2012年，该歌剧已在朝鲜国内和世界40多个国家演出1400余场。

## 中国大陆演出
由于1972年9月9日起，译制片《卖花姑娘》在中国大陆各地陆续上映，盛况空前。整整一代中国人都对此片记忆犹新。特别是电影中那优美的歌曲，更是风靡全国，几乎人人都会唱。电影歌曲与歌剧中的唱段很多都是相同的，故人们在后来观看歌剧时倍感亲切。
1973年5月，朝鲜万寿台艺术团携刚改编完成的大型歌剧《卖花姑娘》来华，在北京、南京、上海、沈阳等地进行了为期40多天的巡演。朝鲜艺术家们的精湛表演令中国观众如痴如醉。周恩来总理、朱德委员长及董必武、邓小平等党和国家领导人出席并观看该歌剧，亲切会见了艺术团负责人和主要演员。
1998年年底，朝鲜万寿台艺术团再度来华，在北京、上海等10大城市巡演歌剧《卖花姑娘》，热烈反响不减当年。
2002年9月6日，朝鲜万寿台艺术团在青岛演出《卖花姑娘》也获得好评。
2008年4月15日至6月2日，朝鲜血海歌剧团来华巡演《卖花姑娘》获得空前成功。此次演出不同于以往三次来华演出，是由中国北京华唱兄弟文化公司主办的商业演出。该剧在北京、深圳、上海、东莞、武汉、宁波、无锡、杭州、南京、济南、青岛、天津等10余个城市连续进行了20多场商业演出且每场观众都爆满。由于众多观众强烈希望观看演出，故最后又于5月31日在北京人民大会堂加演告别演出。除了该剧本身的艺术价值外，该团演员的艺术修养及整体艺术水准也获得了中国大陆媒体及专业人士的赞赏。此次演出期间中国四川发生汶川大地震，但演出未受影响，仍取得成功。
根据本次演出的节目单介绍，本次演出艺术团的主要演职人员如下：
- 血海歌剧团团长、艺术总监：金寿朝

朝鲜民主主义人民共和国功勋演员、优秀人民艺术家，荣获朝鲜最高艺术奖《2·16艺术奖》。自上任以来，带领血海歌剧团演出了革命歌剧《血海》《卖花姑娘》《党的好儿女》、民俗舞蹈组曲《季节之歌》、舞蹈组曲《军民之歌》、传说舞蹈剧《凤仙花》等作品，深受朝鲜人民的喜爱，并多次受到金正日同志的嘉奖。 
- 导演：吴景哲

朝鲜著名歌剧、舞剧导演，除导演革命歌剧《卖花姑娘》外，还导演了《血海》、《党的好女儿》、舞蹈组曲《军民之歌》等作品，受到朝鲜业内人士的高度赞扬与观众的热烈欢迎。
- 导演：崔承恩（深圳、杭州、东莞等地演出节目单介绍）

朝鲜著名歌剧、舞剧导演，除导演革命歌剧《卖花姑娘》外，还导演了《血海》、《党的好儿女》、舞蹈组曲《军民之歌》等作品，受到朝鲜业内人士的高度赞扬与观众的热烈欢迎。朝鲜民主主义人民共和国功勋演员，朝鲜最高艺术奖《2.16艺术奖》获得者。
- 指挥：成仁德

朝鲜民主主义人民共和国优秀人民艺术家、国家一级指挥，多次指挥了革命歌剧《卖花姑娘》《血海》《党的好女儿》等众多作品。
- 指挥：金英禄

朝鲜民主主义人民共和国优秀人民艺术家、国家一级指挥，获46届国际歌剧指挥大赛一等奖，朝鲜最高艺术奖《2.16艺术奖》获得者。多次指挥了革命歌剧《卖花姑娘》《血海》《党的好儿女》等众多作品，受到国家领导人的多次接见，并给予了高度的好评。 
- 花妮A角：禹善淑

朝鲜著名歌唱家，平壤音乐舞蹈大学毕业，出生于音乐世家，自幼受家庭的熏陶，热爱音乐。四岁开始学习舞蹈，六岁跟随父亲学习声乐，获得国家、国际级奖项众多，主演了《血海》、《卖花姑娘》等多部革命歌剧及舞蹈剧，被朝鲜民主主义人民共和国文化部门授予国家功勋演员称号。曾经到中国、日本等许多国家去出色得扮演花妮的角色，受到热烈的欢迎与高度好评。
- 花妮B角：金正实

是一位表演细腻有魅力的著名歌唱家，国家功勋演员，朝鲜平壤音乐舞蹈大学客座教授。三岁开始随音乐大学老师学习，六岁参加少儿比赛获“未来之星”奖，在之后的音乐道路上平步青云，1994年以优秀的成绩毕业于平壤音乐舞蹈大学，作为歌剧主角到世界许多国家参加演出，曾出访中国三次，受到热烈欢迎。鉴于金正实的突出成绩与贡献，被朝鲜民主主义人民共和国授予国家功勋演员荣誉称号。
- 大顺姬：宋雪姬

自幼受喜爱歌剧的母亲影响，对音乐有着深厚的情感。五岁学习声乐，连续三年获得童声歌曲比赛一等奖，被称为“最受评委喜爱歌手”。后以优异成绩考入平壤音乐舞蹈大学，因成绩突出，在校期间就被选为多部歌剧的主要演员，毕业后直接进入血海歌剧团从事专职演员工作，并多次随歌剧团出访海外，受到高度的好评。获朝鲜民主主义人民共和国“优秀年轻演员”奖。
- 小顺姬：申香心

2001年4月15日生，平壤幼儿园学生。
- 哥哥：朴润根

著名歌唱家，朝鲜平壤音乐舞蹈大学声乐系教授。自幼表现出对音乐的喜爱，并一直为此奋发努力。平壤音乐舞蹈大学声乐系毕业，毕业后不久即获得第7届全国青年独唱比赛一等奖。在《血海》、《卖花姑娘》、《党的好儿女》等多部歌剧中饰演主要角色，深得国内外观众的喜爱。获朝鲜民主主义人民共和国功勋演员荣誉称号。
- 哥哥：孙哲男(接受记者采访，见《<卖花姑娘>为何畅销中国》)

- 母亲A角：文慧淑

从小就有音乐天赋，1983年平壤音乐舞蹈大学毕业。1984-1987年期间在保加利亚索菲亚音乐学院进修，是活跃于国内外舞台的歌剧演员，朝鲜最高艺术奖《2.16艺术奖》获得者。
- 母亲B角：崔秀茵

朝鲜著名歌唱家，平壤音乐舞蹈大学毕业，主演了《血海》、《卖花姑娘》等多部革命歌剧及舞蹈剧，被朝鲜民主主义人民共和国文化部门授予国家功勋演员称号。作为歌剧主角到世界许多国家参加演出，曾出访中国三次，受到热烈欢迎。朝鲜最高艺术奖《2.16艺术奖》获得者。 
- 地主A角：崔永禄

功勋演员，优秀人民艺术家。自幼表现出独特的音乐天赋，被音乐大学教授发现后收为弟子，很快便取得了不俗的成绩，后以优异成绩考入俄罗斯莫斯科柴可夫斯基音乐大学，这在当时的朝鲜音乐界是并不多见的。回国后进入血海歌剧团工作，并兼任平壤音乐舞蹈大学教授职务。获得朝鲜最高艺术成就奖《2.16艺术奖》。 
- 地主B角：刘英哲

国家功勋演员，人民艺术家。自幼喜爱音乐，五岁即随音乐大学教授学习，基本功扎实，后以优异成绩考入平壤音乐舞蹈大学，因成绩突出保送至保加利亚索非亚音乐学院进修。回国后成为一名专业歌剧演员，在《血海》、《卖花姑娘》等众多革命歌剧中饰演重要角色，深受国内外观众的喜爱。获得朝鲜最高艺术奖《2.16 艺术奖》。
- 地主婆：朴形爱

朝鲜著名歌唱家，平壤音乐舞蹈大学毕业，主演了《血海》《卖花姑娘》等多部革命歌剧及舞蹈剧。
- 药房主人：高正柱

自幼喜爱音乐，五岁既随大学教授学习，基本功扎实，后以优异的成绩进入平壤音乐舞蹈大学。
- 药房主人：朴承英（深圳、杭州、东莞等地演出节目单介绍）

功勋演员，优秀人民艺术家，平壤金元均音乐大学教授。平壤音乐舞蹈大学毕业，因对音乐的执著与热爱，后赴保加利亚索非亚音乐学院进修学习，取得硕果累累，饰演了多部著名歌剧里的重要角色， 受到观众的喜爱。 
- 其他人员：

《卖花姑娘》艺术团团长：崔昌日（朝鲜民主主义人民共和国文化省副相）
血海歌剧团副团长、艺术总监：朱英日（一说为血海歌剧团艺术行政科科长，见http://culture.people.com.cn/GB/87423/7092387.html）
血海歌剧团舞美科科长：赵勇文
新闻发言人：董义龙（朝鲜文化省对外工作局科长）
- 4月15日-19日     北京 国家大剧院
- 4月23日-24日     深圳 深圳保利剧院
- 4月26日-27日     东莞 玉兰大剧院
- 4月30日-5月1日   武汉 琴台大剧院
- 5月4日-5日       上海 上海大剧院
- 5月8日-9日       宁波 宁波大剧院
- 5月11日-12日     杭州 杭州大剧院
- 5月14日-15日     无锡 无锡市人民大会堂
- 5月17日          南京 人民大会堂
- 5月20日-21日     青岛 青岛市人民会堂
- 5月23日-24日     济南 山东会堂
- 5月27日          天津 天津大礼堂
- 5月31日          北京 人民大会堂

### 第五次赴华演出
2012年6月至7月，朝鲜民主主义人民共和国血海歌剧团的180名艺术家为中国观众带来了全新的大型革命歌剧《卖花姑娘》。  
近两个月的时间里，《卖花姑娘》在吉林、兰州、成都、南昌、重庆、广州、深圳、上海、北京、天津等地演出，獲得好評。